# 己酉約条
己酉約条（きゆうやくじょう）とは、慶長14年（1609年）、対馬の宗氏と李氏朝鮮の間で結ばれた条約のこと。慶長条約とも。1605年に徳川家康が朝鮮との講和を実現したことをうけて結ばれた。己酉とは、条約締結年の干支。全12条。これにより、文禄・慶長の役以来断絶していた朝鮮との貿易が再開された。内容は朝鮮に対馬から渡航する使者の資格や、歳遣船数を20隻に制限すること、港は釜山に限定し倭館で取引すること、日本人の漢城への出入り禁止などについて定めたもの。明治初期の対馬藩の版籍奉還まで効力を持った。